# V496 Андромеды
V496 Андромеды (лат. V496 Andromedae) — двойная затменная переменная звезда типа Алголя (EA)* в созвездии Андромеды на расстоянии приблизительно 5070 световых лет (около 1555 парсеков) от Солнца. Видимая звёздная величина звезды — от +14,7m до +12,5m. Орбитальный период — около 4,4026 суток.

## Характеристики
Первый компонент — жёлто-белая звезда спектрального класса F. Радиус — около 2,92 солнечных, светимость — около 17,638 солнечных. Эффективная температура — около 6920 K.